# Cercosporula
Cercosporula är ett släkte av svampar. Cercosporula ingår i ordningen Chaetosphaeriales, klassen Sordariomycetes, divisionen sporsäcksvampar och riket svampar.
|              | Chaetosphaeriaceae                       |
|              |                                          |
|              | Apogaeumannomyces                        |
|              |                                          |
| Cercosporula | \| \| Cercosporula corticola \| \| \| \| |
|              | \| \| Cercosporula corticola \| \| \| \| |
|              | Cercosporula corticola                   |
|              |                                          |

|  | Cercosporula corticola |
|  |                        |